# Jeeragal, Mudhol
Jeeragal là một làng thuộc tehsil Mudhol, huyện Bagalkot, bang Karnataka, Ấn Độ.